# Jan Antonius Klooster
Jan Antonius Klooster CM (* 5. Juni 1911 in Jatiroto, Niederländisch-Indien; † 30. Dezember 1990) war ein niederländischer Ordensgeistlicher und römisch-katholischer Bischof von Surabaya.

## Leben
Jan Antonius Klooster trat der Ordensgemeinschaft der Lazaristen bei und empfing am 29. Juni 1936 das Sakrament der Priesterweihe.
Am 19. Februar 1953 ernannte ihn Papst Pius XII. zum Titularbischof von Germanicopolis und zum Apostolischen Vikar von Surabaia. Der Internuntius in Indonesien, Erzbischof Georges-Marie-Joseph-Hubert-Ghislain de Jonghe d’Ardoye MEP, spendete ihm am 1. Mai desselben Jahres die Bischofsweihe; Mitkonsekratoren waren der Apostolische Vikar von Semarang, Albert Soegijapranata SJ, und der Apostolische Vikar von Djakarta, Adrianus Djajasepoetra SJ. Jan Antonius Klooster wählte den Wahlspruch Ave Maria. Er nahm an allen vier Sitzungsperioden des Zweiten Vatikanischen Konzils teil.
Klooster wurde am 3. Januar 1961 infolge der Erhebung des Apostolischen Vikariats Surabaia zum Bistum erster Bischof von Surabaia (später: Surabaya). Papst Johannes Paul II. nahm am 2. April 1982 das von Jan Antonius Klooster vorgebrachte Rücktrittsgesuch an.